# إليزه باين
إليزه باين (بالإنجليزية: Elsie Payne)‏ هي مديرة مدرسة باربادوسية، ولدت في 14 مايو 1927 في بريدج تاون في باربادوس، وتوفي بنفس المكان في 25 أغسطس 2004.